# Escriptura yi
L'escriptura yi (Yi: ꆈꌠꁱꂷ, nuosu bburma, AFI: [nɔ̄sū bū̠mā]; xinès: 彝文, pinyin: Yí wén) és un terme paraigua que inclou dos sistemes d'escriptura usats per escriure les llengües yi: l'escriptura yi clàssica (ideogràfica), i el sil·labari yi, més tardà. En xinès fou també coneguda històricament com a Cuan Wen (xinès: 爨文; pinyin: Cuàn wén) o Wei Shu (xinès simplificat: 韪书; xinès tradicional: 韙書; pinyin: Wéi shū) i diversos altres noms (夷字、倮語、倮倮文、畢摩文), entre ells "escriptura de capgròs" (蝌蚪文).
Cal distingir aquesta escriptura de l'escriptura yi romanitzada (彝文羅馬拼音 Yíwén Luómǎ pīnyīn) que era un sistema (o sistemes) inventat per missioners i usat intermitentment després per algunes institucions de govern. Hi havia hagut també un yi abugida (o alfasil·labari) ideat per Sam Pollard, l'escriptura Pollard, per a la llengua Miao, que també fou adaptada al Nasu. L'actual escriptura yi tradicional es pot subdividir en cinc varietats principals (segons Huáng Jiànmíng 1993); Nuosu (la varietat prestigiada de la llengua yi centrada a l'àrea de Liangshan), nasu (incloent-hi el Wusa), nisu (yi meridional), sani (撒尼) i azhe (阿哲).

## Escriptura yi clàssica

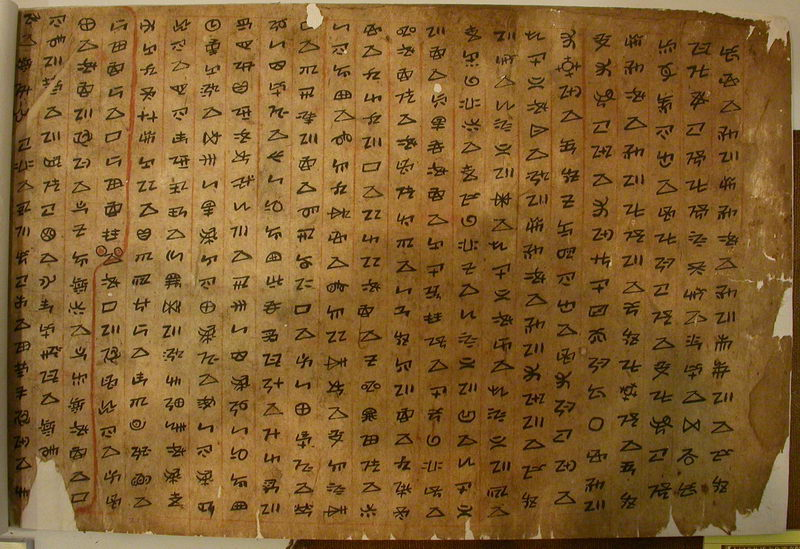
Manuscrit en yi clàssic.

L'escriptura yi clàssica és un sistema sil·làbic logogràfic que es creu que fou concebut durant la dinastia Tang (618–907) per algú anomenat Aki (Xinès: 阿畸; pinyin: Āqí). Tanmateix, els exemples més antics que ens han arribat de l'escriptura yi es remunta a finals del segle xv i principis del XVI, i l'exemple datat més antic és una inscripció en una campana de bronze datada el 1485. Hi ha desenes de milers de manuscrits en escriptura yi, de diversos segles d'antiguitat, tot i que la majoria no estan datats. En aquests darrers anys s'han publicat nombrosos textos de manuscrits escrits en escriptura yi clàssica.
S'ha dit que l'escriptura original tenia 1.840 caràcters, però al llarg dels segles les àrees parlants de yi han desenvolupat glifs àmpliament divergents. Un exemple extrem seria el caràcter per "estómac" del qual n'existeixen quaranta variants. A causa d'aquesta variació regional es coneixen fins a 90.000 glifs yi diferents a partir de manuscrits i inscripcions. Tot i que s'assemblen al xinès, els glifs del yi no hi tenen cap relació pel que fa a la forma, només uns quants sembla que hi podrien estar relacionats directament. Tanmateix, hi ha alguns manlleus procedents del xinès, com ara els caràcters dels nombres que s'utilitzen en algunes tradicions de l'escriptura yi.
Les llengües escrites amb l'escriptura clàssica incloïen el Nuosu, el Nisu, el Wusa Nasu, i el Mantsi.

## Escriptura yi moderna
L'escriptura yi moderna (ꆈꌠꁱꂷ nuosu bburma [nɔ̄sū bū̠mā] 'escriptura nosu') és un sil·labari derivat de l'escriptura clàssica estandarditzat pel govern xinès local el 1974. El 1980 es va establir com a escriptura oficial del Nuosu, varietat del yi de la Prefectura Autònoma Yi de Liangshan, i consegüentment es coneix com a escriptura estàndard yi de Liangshan (涼山規範彝文 Liángshān guīfàn Yíwén). Altres dialectes del yi no tenen encara té una escriptura estandarditzada. Té 756 glifs bàsics basats en el dialecte de Liangshan, i 63 més per a les síl·labes només utilitzades per les paraules manllevades del xinès.
El sil·labari natiu representa síl·labes formades per vocal i per consonant més vocal, compost de 43 sons consonàntics i 8 de vocàlics, que poden produir-se en qualsevol dels tres tons, a més de dues vocals fricatives que només poden ocórrer en to mitjà. No totes les combinacions són possibles.
Tot i que el dialecte de Liangshan té quatre tons (i altres en tenen més), només tres tons (alt, mitjà, baix) tenen glifs diferenciats. El quart to (ascendent) de vegades pot ocórrer com a inflexió gramatical del to mitjà, així que és escrit amb el glif del to mitjà més una marca diacrítica (un arc superíndex). Comptant síl·labes amb aquest diacrític, l'escriptura representa 1.164 síl·labes. A més a més hi ha una marca d'iteració de síl·laba, (representat com w en Yi pinyin) que sol reduplicar una síl·laba precedent.

### Sil·labari
El sil·labari del yi estàndard modern es mostra en la taula següent (vegeu també la taula com a imatge):
|     |     | -    | b   | p    | bb  | nb  | hm  | m   | f   | v    | d   | t    | dd  | nd  | hn  | n   | hl  | l    | G   | k    | gg  | mg  | hx  | ng  | h    | w     | z    | c     | zz  | nz  | s    | ss    | zh   | ch    | rr  | nr  | sh   | r     | j    | q     | jj   | nj  | ny  | x  | y  |
| --- | --- | ---- | --- | ---- | --- | --- | --- | --- | --- | ---- | --- | ---- | --- | --- | --- | --- | --- | ---- | --- | ---- | --- | --- | --- | --- | ---- | ----- | ---- | ----- | --- | --- | ---- | ----- | ---- | ----- | --- | --- | ---- | ----- | ---- | ----- | ---- | --- | --- | -- | -- |
|     | [p] | [pʰ] | [b] | [m͡b] | [m̥] | [m] | [f] | [v] | [t] | [tʰ] | [d] | [n͡d] | [n̥] | [n] | [ɬ] | [l] | [k] | [kʰ] | [ɡ] | [ŋ͡ɡ] | [h] | [ŋ] | [x] | [ɣ] | [t͡s] | [t͡sʰ] | [d͡z] | [nd͡z] | [s] | [z] | [t͡ʂ] | [t͡ʂʰ] | [d͡ʐ] | [nd͡ʐ] | [ʂ] | [ʐ] | [t͡ɕ] | [t͡ɕʰ] | [d͡ʑ] | [nd͡ʑ] | [nʲ] | [ɕ] | [ʑ] |    |    |
| it  | [i̋] | ꀀ   | ꀖ  | ꀸ   | ꁖ  | ꁶ  | ꂑ  | ꂮ  | ꃍ  | ꃢ   | ꄀ  | ꄚ   | ꄶ  | ꅑ  | ꅨ  | ꅽ  | ꆗ  | ꆷ   | ꇚ  | ꇸ   | ꈔ  |     | ꉆ  |     | ꉮ   |       | ꊍ   | ꊮ    | ꋐ  | ꋭ  | ꌉ   | ꌪ    |      |       |     |     |      |       | ꏠ   | ꏼ    | ꐘ   | ꐱ  | ꑊ  | ꑝ | ꑱ |
| ix  | [ǐ] | ꀁ   | ꀗ  | ꀹ   | ꁗ  | ꁷ  | ꂒ  | ꂯ  | ꃎ  | ꃣ   | ꄁ  | ꄛ   | ꄷ  | ꅒ  | ꅩ  | ꅾ  | ꆘ  | ꆸ   | ꇛ  | ꇹ   | ꈕ  |     | ꉇ  |     |      |       | ꊎ   | ꊯ    | ꋑ  | ꋮ  | ꌊ   | ꌫ    |      |       |     |     |      |       | ꏡ   | ꏽ    | ꐙ   | ꐲ  | ꑋ  | ꑞ | ꑲ |
| i   | [ī] | ꀂ   | ꀘ  | ꀺ   | ꁘ  | ꁸ  | ꂓ  | ꂰ  | ꃏ  | ꃤ   | ꄂ  | ꄜ   | ꄸ  | ꅓ  | ꅪ  | ꅿ  | ꆙ  | ꆹ   | ꇜ  | ꇺ   | ꈖ  |     | ꉈ  |     |      |       | ꊏ   | ꊰ    | ꋒ  | ꋯ  | ꌋ   | ꌬ    |      |       |     |     |      |       | ꏢ   | ꏾ    | ꐚ   | ꐳ  | ꑌ  | ꑟ | ꑳ |
| ip  | [î] | ꀃ   | ꀙ  | ꀻ   | ꁙ  | ꁹ  | ꂔ  | ꂱ  | ꃐ  | ꃥ   | ꄃ  | ꄝ   | ꄹ  | ꅔ  | ꅫ  | ꆀ  | ꆚ  | ꆺ   | ꇝ  | ꇻ   |     |     | ꉉ  |     |      |       | ꊐ   | ꊱ    | ꋓ  | ꋰ  | ꌌ   | ꌭ    |      |       |     |     |      |       | ꏣ   | ꏿ    | ꐛ   | ꐴ  | ꑍ  | ꑠ | ꑴ |
| iet | [ɛ̋] | ꀄ   | ꀚ  |      | ꁚ  |     |     |     |     | ꃦ   |     |      |     |     | ꅬ  |     |     | ꆻ   | ꇞ  |      |     |     | ꉊ  |     |      |       |      | ꊲ    | ꋔ  |     |      |       |      |       |     |     |      |       | ꏤ   | ꐀ    | ꐜ   | ꐵ  | ꑎ  | ꑡ | ꑵ |
| iex | [ɛ̌] | ꀅ   | ꀛ  | ꀼ   | ꁛ  | ꁺ  | ꂕ  | ꂲ  |     | ꃧ   | ꄄ  | ꄞ   | ꄺ  | ꅕ  | ꅭ  | ꆁ  | ꆛ  | ꆼ   | ꇟ  | ꇼ   | ꈗ  | ꈰ  | ꉋ  | ꉝ  | ꉯ   |       | ꊑ   | ꊳ    | ꋕ  | ꋱ  | ꌍ   | ꌮ    |      |       |     |     |      |       | ꏥ   | ꐁ    | ꐝ   | ꐶ  | ꑏ  | ꑢ | ꑶ |
| ie  | [ɛ̄] | ꀆ   | ꀜ  | ꀽ   | ꁜ  | ꁻ  | ꂖ  | ꂳ  |     | ꃨ   | ꄅ  | ꄟ   | ꄻ  | ꅖ  | ꅮ  | ꆂ  | ꆜ  | ꆽ   | ꇠ  | ꇽ   | ꈘ  | ꈱ  | ꉌ  | ꉞ  | ꉰ   |       | ꊒ   | ꊴ    | ꋖ  | ꋲ  | ꌎ   | ꌯ    |      |       |     |     |      |       | ꏦ   | ꐂ    | ꐞ   | ꐷ  | ꑐ  | ꑣ | ꑷ |
| iep | [ɛ̂] | ꀇ   | ꀝ  | ꀾ   | ꁝ  | ꁼ  | ꂗ  | ꂴ  |     | ꃩ   | ꄆ  | ꄠ   | ꄼ  |     | ꅯ  | ꆃ  | ꆝ  | ꆾ   | ꇡ  | ꇾ   | ꈙ  |     | ꉍ  | ꉟ  |      |       | ꊓ   | ꊵ    | ꋗ  | ꋳ  | ꌏ   | ꌰ    |      |       |     |     |      |       | ꏧ   | ꐃ    | ꐟ   | ꐸ  | ꑑ  | ꑤ | ꑸ |
| at  | [a̋] | ꀈ   | ꀞ  | ꀿ   | ꁞ  | ꁽ  | ꂘ  | ꂵ  | ꃑ  | ꃪ   | ꄇ  | ꄡ   | ꄽ  | ꅗ  | ꅰ  |     | ꆞ  | ꆿ   | ꇢ  | ꇿ   | ꈚ  | ꈲ  | ꉎ  | ꉠ  | ꉱ   | ꊀ    | ꊔ   | ꊶ    | ꋘ  | ꋴ  | ꌐ   | ꌱ    | ꍆ   | ꍡ    |     | ꎔ  | ꎫ   | ꏆ    |      |       |      |     |     |    |    |
| ax  | [ǎ] | ꀉ   | ꀟ  | ꁀ   | ꁟ  | ꁾ  | ꂙ  | ꂶ  | ꃒ  | ꃫ   | ꄈ  | ꄢ   | ꄾ  | ꅘ  | ꅱ  | ꆄ  | ꆟ  | ꇀ   | ꇣ  | ꈀ   | ꈛ  | ꈳ  | ꉏ  | ꉡ  | ꉲ   | ꊁ    | ꊕ   | ꊷ    | ꋙ  | ꋵ  | ꌑ   | ꌲ    | ꍇ   | ꍢ    | ꍼ  | ꎕ  | ꎬ   | ꏇ    |      |       |      |     |     |    |    |
| a   | [ā] | ꀊ   | ꀠ  | ꁁ   | ꁠ  | ꁿ  | ꂚ  | ꂷ  | ꃓ  | ꃬ   | ꄉ  | ꄣ   | ꄿ  | ꅙ  | ꅲ  | ꆅ  | ꆠ  | ꇁ   | ꇤ  | ꈁ   | ꈜ  | ꈴ  | ꉐ  | ꉢ  | ꉳ   | ꊂ    | ꊖ   | ꊸ    | ꋚ  | ꋶ  | ꌒ   | ꌳ    | ꍈ   | ꍣ    | ꍽ  | ꎖ  | ꎭ   | ꏈ    |      |       |      |     |     |    |    |
| ap  | [â] | ꀋ   | ꀡ  | ꁂ   | ꁡ  | ꂀ  | ꂛ  | ꂸ  | ꃔ  | ꃭ   | ꄊ  | ꄤ   | ꅀ  | ꅚ  | ꅳ  | ꆆ  | ꆡ  | ꇂ   | ꇥ  | ꈂ   | ꈝ  | ꈵ  | ꉑ  | ꉣ  | ꉴ   | ꊃ    | ꊗ   | ꊹ    | ꋛ  | ꋷ  | ꌓ   | ꌴ    | ꍉ   | ꍤ    |     | ꎗ  | ꎮ   | ꏉ    |      |       |      |     |     |    |    |
| uot | [ɔ̋] |      |     |      |     |     |     | ꂹ  |     |      |     | ꄥ   |     |     |     |     |     | ꇃ   | ꇦ  |      | ꈞ  |     | ꉒ  | ꉤ  | ꉵ   |       |      |       |     |     |      |       |      | ꍥ    |     |     |      |       | ꏨ   | ꐄ    |      |     |     |    | ꑹ |
| uox | [ɔ̌] | ꀌ   | ꀢ  | ꁃ   | ꁢ  |     | ꂜ  | ꂺ  |     |      | ꄋ  | ꄦ   | ꅁ  |     | ꅴ  | ꆇ  | ꆢ  | ꇄ   | ꇧ  | ꈃ   | ꈟ  | ꈶ  | ꉓ  | ꉥ  | ꉶ   | ꊄ    | ꊘ   | ꊺ    |     | ꋸ  | ꌔ   |       | ꍊ   | ꍦ    | ꍾ  |     | ꎯ   | ꏊ    | ꏩ   | ꐅ    | ꐠ   | ꐹ  | ꑒ  | ꑥ | ꑺ |
| uo  | [ɔ̄] | ꀍ   | ꀣ  | ꁄ   | ꁣ  |     | ꂝ  | ꂻ  |     |      | ꄌ  | ꄧ   | ꅂ  |     | ꅵ  | ꆈ  | ꆣ  | ꇅ   | ꇨ  | ꈄ   | ꈠ  | ꈷ  | ꉔ  | ꉦ  | ꉷ   | ꊅ    | ꊙ   | ꊻ    |     | ꋹ  | ꌕ   |       | ꍋ   | ꍧ    | ꍿ  |     | ꎰ   | ꏋ    | ꏪ   | ꐆ    | ꐡ   | ꐺ  | ꑓ  | ꑦ | ꑻ |
| uop | [ɔ̂] | ꀎ   | ꀤ  | ꁅ   | ꁤ  |     | ꂞ  | ꂼ  |     |      |     | ꄨ   | ꅃ  |     |     | ꆉ  | ꆤ  | ꇆ   | ꇩ  | ꈅ   | ꈡ  | ꈸ  | ꉕ  |     | ꉸ   | ꊆ    | ꊚ   | ꊼ    |     |     | ꌖ   |       | ꍌ   | ꍨ    |     |     | ꎱ   | ꏌ    | ꏫ   | ꐇ    | ꐢ   |     | ꑔ  |    | ꑼ |
| ot  | [ő] | ꀏ   | ꀥ  | ꁆ   | ꁥ  | ꂁ  | ꂟ  | ꂽ  |     | ꃮ   | ꄍ  | ꄩ   | ꅄ  | ꅛ  | ꅶ  | ꆊ  |     | ꇇ   | ꇪ  | ꈆ   | ꈢ  | ꈹ  | ꉖ  | ꉧ  | ꉹ   |       | ꊛ   | ꊽ    |     |     | ꌗ   | ꌵ    | ꍍ   | ꍩ    | ꎀ  |     | ꎲ   | ꏍ    | ꏬ   | ꐈ    | ꐣ   | ꐻ  | ꑕ  | ꑧ | ꑽ |
| ox  | [ǒ] | ꀐ   | ꀦ  | ꁇ   | ꁦ  | ꂂ  | ꂠ  | ꂾ  | ꃕ  | ꃯ   | ꄎ  | ꄪ   | ꅅ  | ꅜ  | ꅷ  | ꆋ  | ꆥ  | ꇈ   | ꇫ  | ꈇ   | ꈣ  | ꈺ  | ꉗ  | ꉨ  | ꉺ   | ꊇ    | ꊜ   | ꊾ    | ꋜ  | ꋺ  | ꌘ   | ꌶ    | ꍎ   | ꍪ    | ꎁ  | ꎘ  | ꎳ   | ꏎ    | ꏭ   | ꐉ    | ꐤ   | ꐼ  | ꑖ  | ꑨ | ꑾ |
| o   | [ō] | ꀑ   | ꀧ  | ꁈ   | ꁧ  | ꂃ  | ꂡ  | ꂿ  | ꃖ  | ꃰ   | ꄏ  | ꄫ   | ꅆ  | ꅝ  |     | ꆌ  | ꆦ  | ꇉ   | ꇬ  | ꈈ   | ꈤ  | ꈻ  | ꉘ  | ꉩ  | ꉻ   | ꊈ    | ꊝ   | ꊿ    | ꋝ  |     | ꌙ   | ꌷ    | ꍏ   | ꍫ    | ꎂ  | ꎙ  | ꎴ   | ꏏ    | ꏮ   | ꐊ    | ꐥ   | ꐽ  | ꑗ  | ꑩ | ꑿ |
| op  | [ô] | ꀒ   | ꀨ  | ꁉ   | ꁨ  | ꂄ  | ꂢ  | ꃀ  | ꃗ  | ꃱ   | ꄐ  | ꄬ   | ꅇ  | ꅞ  | ꅸ  | ꆍ  | ꆧ  | ꇊ   | ꇭ  | ꈉ   | ꈥ  | ꈼ  | ꉙ  | ꉪ  | ꉼ   | ꊉ    | ꊞ   | ꋀ    | ꋞ  | ꋻ  | ꌚ   | ꌸ    | ꍐ   | ꍬ    | ꎃ  | ꎚ  | ꎵ   | ꏐ    | ꏯ   | ꐋ    | ꐦ   | ꐾ  | ꑘ  | ꑪ | ꒀ |
| et  | [ɯ̋] |      |     |      |     |     |     |     |     |      |     |      |     |     |     |     |     |      | ꇮ  | ꈊ   | ꈦ  |     |     |     |      |       |      |       |     |     |      |       | ꍑ   | ꍭ    | ꎄ  | ꎛ  | ꎶ   |       |      |       |      |     |     |    |    |
| ex  | [ɯ̌] | ꀓ   | ꀩ  |      | ꁩ  |     |     | ꃁ  |     | ꃲ   | ꄑ  | ꄭ   | ꅈ  | ꅟ  | ꅹ  | ꆎ  | ꆨ  | ꇋ   | ꇯ  | ꈋ   | ꈧ  | ꈽ  | ꉚ  | ꉫ  | ꉽ   | ꊊ    | ꊟ   | ꋁ    | ꋟ  | ꋼ  | ꌛ   | ꌹ    | ꍒ   | ꍮ    | ꎅ  | ꎜ  | ꎷ   | ꏑ    |      |       |      |     |     |    |    |
| e   | [ɯ̄] | ꀔ   | ꀪ  |      | ꁪ  |     |     | ꃂ  |     |      | ꄒ  | ꄮ   | ꅉ  | ꅠ  | ꅺ  | ꆏ  | ꆩ  | ꇌ   | ꇰ  | ꈌ   | ꈨ  | ꈾ  | ꉛ  | ꉬ  | ꉾ   | ꊋ    | ꊠ   | ꋂ    | ꋠ  | ꋽ  | ꌜ   | ꌺ    | ꍓ   | ꍯ    | ꎆ  | ꎝ  | ꎸ   | ꏒ    |      |       |      |     |     |    |    |
| ep  | [ɯ̂] |      | ꀫ  |      | ꁫ  |     |     |     |     | ꃳ   | ꄓ  | ꄯ   | ꅊ  | ꅡ  | ꅻ  | ꆐ  | ꆪ  | ꇍ   | ꇱ  | ꈍ   | ꈩ  | ꈿ  | ꉜ  | ꉭ  | ꉿ   | ꊌ    | ꊡ   | ꋃ    | ꋡ  |     | ꌝ   | ꌻ    | ꍔ   | ꍰ    | ꎇ  | ꎞ  | ꎹ   | ꏓ    |      |       |      |     |     |    |    |
| ut  | [ű] |      | ꀬ  | ꁊ   | ꁬ  | ꂅ  | ꂣ  | ꃃ  | ꃘ  | ꃴ   | ꄔ  | ꄰ   | ꅋ  | ꅢ  | ꅼ  | ꆑ  | ꆫ  | ꇎ   | ꇲ  | ꈎ   | ꈪ  | ꉀ  |     |     |      |       | ꊢ   | ꋄ    |     |     | ꌞ   | ꌼ    | ꍕ   |       | ꎈ  | ꎟ  | ꎺ   | ꏔ    | ꏰ   | ꐌ    | ꐧ   |     | ꑙ  |    | ꒁ |
| ux  | [ǔ] |      | ꀭ  | ꁋ   | ꁭ  | ꂆ  | ꂤ  | ꃄ  | ꃙ  | ꃵ   | ꄕ  | ꄱ   | ꅌ  | ꅣ  |     | ꆒ  | ꆬ  | ꇏ   | ꇳ  | ꈏ   | ꈫ  | ꉁ  |     |     |      |       | ꊣ   | ꋅ    | ꋢ  | ꋾ  | ꌟ   | ꌽ    | ꍖ   | ꍱ    | ꎉ  | ꎠ  | ꎻ   | ꏕ    | ꏱ   | ꐍ    | ꐨ   | ꐿ  | ꑚ  |    | ꒂ |
| u   | [ū] |      | ꀮ  | ꁌ   | ꁮ  | ꂇ  | ꂥ  | ꃅ  | ꃚ  | ꃶ   | ꄖ  | ꄲ   | ꅍ  | ꅤ  |     | ꆓ  | ꆭ  | ꇐ   | ꇴ  | ꈐ   | ꈬ  | ꉂ  |     |     |      |       | ꊤ   | ꋆ    | ꋣ  | ꋿ  | ꌠ   | ꌾ    | ꍗ   | ꍲ    | ꎊ  | ꎡ  | ꎼ   | ꏖ    | ꏲ   | ꐎ    | ꐩ   | ꑀ  | ꑛ  |    | ꒃ |
| up  | [û] |      | ꀯ  | ꁍ   | ꁯ  | ꂈ  | ꂦ  | ꃆ  | ꃛ  | ꃷ   | ꄗ  | ꄳ   | ꅎ  | ꅥ  |     | ꆔ  | ꆮ  | ꇑ   | ꇵ  | ꈑ   | ꈭ  | ꉃ  |     |     |      |       | ꊥ   | ꋇ    | ꋤ  | ꌀ  | ꌡ   | ꌿ    | ꍘ   | ꍳ    | ꎋ  | ꎢ  | ꎽ   | ꏗ    | ꏳ   | ꐏ    | ꐪ   | ꑁ  | ꑜ  |    | ꒄ |
| urx | [ǔ̠] |      | ꀰ  | ꁎ   | ꁰ  | ꂉ  | ꂧ  | ꃇ  | ꃜ  | ꃸ   | ꄘ  | ꄴ   | ꅏ  | ꅦ  |     | ꆕ  | ꆯ  | ꇒ   | ꇶ  | ꈒ   | ꈮ  | ꉄ  |     |     |      |       | ꊦ   | ꋈ    | ꋥ  | ꌁ  | ꌢ   |       | ꍙ   | ꍴ    | ꎌ  | ꎣ  | ꎾ   | ꏘ    | ꏴ   | ꐐ    | ꐫ   | ꑂ  |     |    | ꒅ |
| ur  | [ū̠] |      | ꀱ  | ꁏ   | ꁱ  | ꂊ  | ꂨ  | ꃈ  | ꃝ  | ꃹ   | ꄙ  | ꄵ   | ꅐ  | ꅧ  |     | ꆖ  | ꆰ  | ꇓ   | ꇷ  | ꈓ   | ꈯ  | ꉅ  |     |     |      |       | ꊧ   | ꋉ    | ꋦ  | ꌂ  | ꌣ   |       | ꍚ   | ꍵ    | ꎍ  | ꎤ  | ꎿ   | ꏙ    | ꏵ   | ꐑ    | ꐬ   | ꑃ  |     |    | ꒆ |
| yt  | [ɿ̋] |      | ꀲ  | ꁐ   | ꁲ  | ꂋ  |     | ꃉ  | ꃞ  | ꃺ   |     |      |     |     |     |     | ꆱ  | ꇔ   |     |      |     |     |     |     |      |       | ꊨ   | ꋊ    | ꋧ  | ꌃ  | ꌤ   | ꍀ    | ꍛ   | ꍶ    | ꎎ  | ꎥ  | ꏀ   | ꏚ    | ꏶ   | ꐒ    | ꐭ   | ꑄ  |     | ꑫ | ꒇ |
| yx  | [ɿ̌] |      | ꀳ  | ꁑ   | ꁳ  | ꂌ  | ꂩ  | ꃊ  | ꃟ  | ꃻ   |     |      |     |     |     |     | ꆲ  | ꇕ   |     |      |     |     |     |     |      |       | ꊩ   | ꋋ    | ꋨ  | ꌄ  | ꌥ   | ꍁ    | ꍜ   | ꍷ    | ꎏ  | ꎦ  | ꏁ   | ꏛ    | ꏷ   | ꐓ    | ꐮ   | ꑅ  |     | ꑬ | ꒈ |
| y   | [ɿ̄] |      | ꀴ  | ꁒ   | ꁴ  | ꂍ  | ꂪ  | ꃋ  | ꃠ  | ꃼ   |     |      |     |     |     |     | ꆳ  | ꇖ   |     |      |     |     |     |     |      |       | ꊪ   | ꋌ    | ꋩ  | ꌅ  | ꌦ   | ꍂ    | ꍝ   | ꍸ    | ꎐ  | ꎧ  | ꏂ   | ꏜ    | ꏸ   | ꐔ    | ꐯ   | ꑆ  |     | ꑭ | ꒉ |
| yp  | [ɿ̂] |      | ꀵ  | ꁓ   | ꁵ  | ꂎ  | ꂫ  | ꃌ  | ꃡ  | ꃽ   |     |      |     |     |     |     | ꆴ  | ꇗ   |     |      |     |     |     |     |      |       | ꊫ   | ꋍ    | ꋪ  | ꌆ  | ꌧ   | ꍃ    | ꍞ   | ꍹ    | ꎑ  | ꎨ  | ꏃ   | ꏝ    | ꏹ   | ꐕ    | ꐰ   | ꑇ  |     | ꑮ | ꒊ |
| yrx | [ɿ̠̌] |      | ꀶ  | ꁔ   |     | ꂏ  | ꂬ  |     |     | ꃾ   |     |      |     |     |     |     | ꆵ  | ꇘ   |     |      |     |     |     |     |      |       | ꊬ   | ꋎ    | ꋫ  | ꌇ  | ꌨ   | ꍄ    | ꍟ   | ꍺ    | ꎒ  | ꎩ  | ꏄ   | ꏞ    | ꏺ   | ꐖ    |      | ꑈ  |     | ꑯ | ꒋ |
| yr  | [ɿ̠̄] |      | ꀷ  | ꁕ   |     | ꂐ  | ꂭ  |     |     | ꃿ   |     |      |     |     |     |     | ꆶ  | ꇙ   |     |      |     |     |     |     |      |       | ꊭ   | ꋏ    | ꋬ  | ꌈ  | ꌩ   | ꍅ    | ꍠ   | ꍻ    | ꎓ  | ꎪ  | ꏅ   | ꏟ    | ꏻ   | ꐗ    |      | ꑉ  |     | ꑰ | ꒌ |

## Pinyin del yi

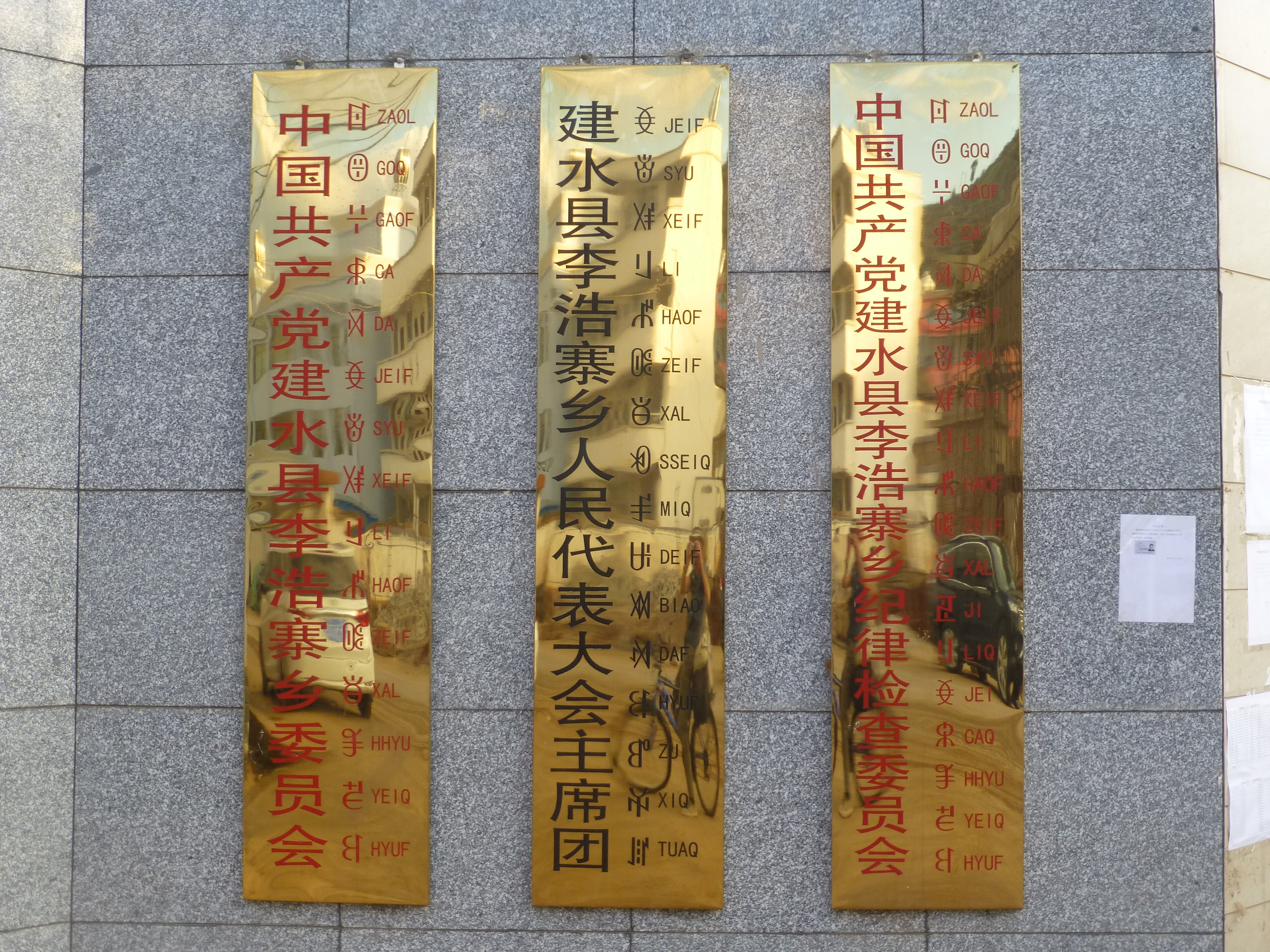
Indicadors trilingües, en xinès, Yi (escriptura sil·làbica), i Hani (alfabètic) a l'oficina del govern al municipi de Lihaozhai. xian de Jianshui, Yunnan. Els textos en Yi i en Hani aparentment tenen una correspondència de síl·laba-a-síl·laba amb el text xinès.

Les lletres del pinyin expandit usades per escriure Yi són:

### Consonants
Els modes d'articulació dels sons consonàntics són: tènue (oclusiu sord no aspirat), aspirat, sonor, prenasalitzat, nasal sord, nasal sonor, fricative sord, fricative sonor, respectivament. A més a més, hl, l són laterals, i hx és [h]. V, w, ss, r, y són fricatius sonors. Amb oclusius i africats, la sonoritat es mostra doblant la lletra.

#### Oclusius
Labial: b [p], p [pʰ], bb [b], nb [m͡b], hm [m̥], m [m], f [f], v [v]
Alveolar: d [t], t [tʰ], dd [d], nd [n͡d], hn [n̥], n [n], hl [ɬ], l [l]
Velar: G [k], k [kʰ], gg [ɡ], mg [ŋ͡ɡ], hx [h], ng [ŋ], h [x], w [ɣ]

#### Africats
Alveolar: z [t͡s], c [t͡s], zz [d͡z], nz [d͡z], s [s], ss [z]
Retroflex: zh [t͡ʂ], ch [t͡ʂ], rr [d͡ʐ], nr [d͡ʐ], sh [ʂ], r [ʐ]
Palatal: j [t͡ɕ], q [t͡ɕ], jj [d͡ʑ], nj [d͡ʑ], ny [nʲ], x [ɕ], y [ʑ]

### Vocals
| Vocals           | Vocals | Vocals | Vocals | Vocals | Vocals | Vocals | Vocals | Vocals | Vocals | Vocals |
| ---------------- | ------ | ------ | ------ | ------ | ------ | ------ | ------ | ------ | ------ | ------ |
| Transliteració   | i      | ie     | Un     | uo     | o      | e      | u      | ur     | y      | yr     |
| Transcripció AFI | i      | ɛ      | a      | ɔ      | o      | ɯ      | u      | u̠      | ɿ      | ɿ̱̠      |

### Tons
Una síl·laba no marcada té un to de nivell mitjà (33), p. ex. ā (o alternativament a˧). Altres tons s'indiquen amb una lletra final:
t: To alt (55), p. ex. a̋ (o alternativament a˥)
x: To ascendent (34), p. ex. ǎ (o alternativament a˧˦)
p: To descendent (21), p. ex. â (o alternativament a˨˩)

## Unicode
El bloc Unicode per al Yi Modern és la taula de síl·labes yi (U+A000 fins a U+A48C), i comprèn 1.164 síl·labes (les síl·labes amb un diacrític són codificades individualment, i no pas compostes d'una síl·laba més una marca diacrítica) i una marca d'iteració sil·làbica (U+A015, anomenada incorrectament SÍL·LABA WU DEL YI). A més a més, un conjunt de 55 radicals per utilitzar en l'ordenació de diccionari es troben codificats des de U+A490 fins a U+A4C6 (Radicals yi). Les taules de síl·labes yi i radicals yi es van ser afegir com a blocs nous a Unicode Estàndard amb la versió 3.0.
El Yi clàssic, que és una escriptura ideogràfica, com els caràcters xinesos, no encara ha estat codificat en Unicode, però existeix una proposta del 2007 per codificar 88.613 caràcters del yi clàssic.